# Ratolí vellutat de Jackson
El ratolí vellutat de Jackson (Praomys jacksoni) és una espècie de mamífer rosegador de la família dels múrids. Viu a altituds de fins a 3.000 msnm a Angola, Burundi, el Camerun, el Congo, Guinea Equatorial, el Gabon, Guinea, Kenya, Nigèria, la República Centreafricana, la República Democràtica del Congo, Ruanda, el Sudan del Sud, Tanzània, Uganda i Zàmbia. Els seus hàbitats naturals són els camps de conreu i diferents tipus de boscos. És una espècie en risc mínim, és a dir, no sembla que hi hagi cap amenaça significativa per a la seva supervivència. L'espècie fou anomenada en honor de l'administrador, explorador i ornitòleg britànic Frederick John Jackson.